# Escola Politécnica da Universidade Federal da Bahia
A Escola Politécnica da Universidade Federal da Bahia é a unidade universitária localizada em Salvador, município e capital do estado brasileiro da Bahia. Na estrutura da Universidade Federal da Bahia (UFBA), é responsável pelo oferecimento dos cursos da área de engenharia. Foi fundada em 1897 por Arthur de Sá Menezes, Arlindo Fragoso, Francisco da Silva e Lima, Alexandre Maia Bittencourt e outros, e se incorporou à UFBA em 1946, ano de sua fundação.
Conforme dados de 2015, é a maior unidade universitária da UFBA em função da quantidade de cursos oferecidos (onze de graduação, oito de mestrado, cinco de doutorado, quatro de especialização, afora cursos de extensão) e de estudantes em tais cursos (5 200 entre a graduação e a pós-graduação). É referência no ensino de engenharia na Bahia.
Idealizado em 2010, a Escola Politécnica mantém o Memorial Arlindo Coelho Fragoso com documentação que retrata a história desta centenária unidade da UFBA.